# GD-ROM

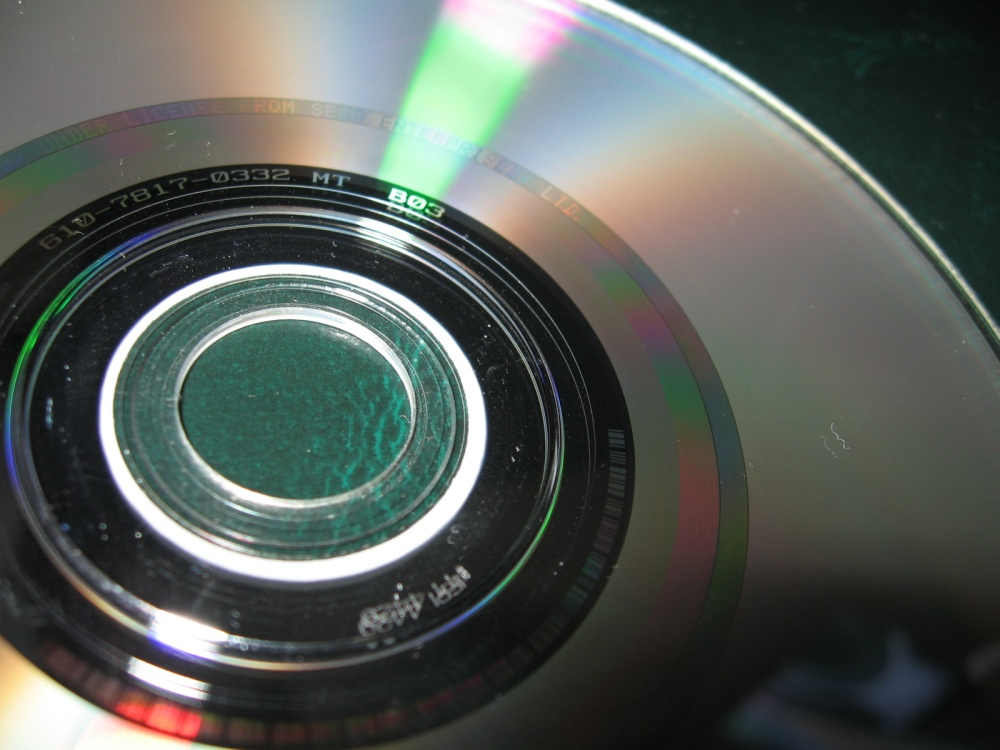
GD-ROM

GD-ROM (una abreviatura de «Giga Disc de memòria només de lectura») és el format propietari de disc òptic utilitzat per la consola de jocs Dreamcast, així com les seves consoles homòlogues i els sistemes Sega/Nintendo/Namco Triforce. És similar al CD-ROM estàndard, excepte que els forats en el disc s'empaqueten més estretament entre si, resultant en una major capacitat d'emmagatzematge: al voltant d'1,2 gigabytes, que és gairebé el doble de la capacitat d'emmagatzematge d'un CD-ROM típic. El format va ser desenvolupat per a Sega per Yamaha. GD-ROM va ser creat perquè el CD-ROM estàndard era propens a pirateria i va arribar als límits de la seva capacitat d'emmagatzematge, mentre que l'aplicació de la nova tecnologia de DVD-ROM hauria fet massa costosa la producció de consoles (en part a causa de drets d'autor que s'havien de pagar al DVD Forum).
GD-ROM també es va fer disponible com una actualització per al cosí de la consola Dreamcast, el Sega NAOMI, i més tard per al Sega NAOMI 2, proporcionant mitjans alternatius d'emmagatzematge al seu programari basat en cartutxos. També va ser utilitzat per al Sega Chihiro.